# Милена Павловић-Барили
Милена Павловић-Барили (Пожаревац, 5. новембар 1909 — Њујорк, 6. март 1945) била је српска сликарка.  Неки извори је описују као једну од најинтересантнијих личности уметничке Европе између два светска рата. Од 1932. године живи и ради у Паризу, а од 1939. у САД, где и умире у 36. години живота.
Редовно је учествовала на изложбама павиљона Цвијета Зузорић и уметничке групе Лада али је и поред тога, услед дугог боравка и смрти у иностранству, била у Србији готово заборављена. Своја дела успешно је излагала и на бројним самосталним и групним изложбама широм Европе, а касније и у Америци, где сарађује у модном часопису Вог.
Њено дело је домаћој јавности откривено тек 50-их година 20. века, захваљујући сликару, ликовном критичару, теоретичару и историчару уметности Миодрагу Протићу, који је њено дело открио српској (и југословенској) јавности 50-их година 20. века. Са Радојицом Живановићем Ноем Милена Павловић-Барили је једини афирмисани представник надреализма у српском сликарству.

## Порекло
Милена Павловић-Барили рођена је 1909. године у Пожаревцу, у родној кући своје мајке, Данице Павловић-Барили. Даница је (по женској линији) била праунука Саве Карађорђевић, удате Ристић, најстарије Карађорђеве ћерке. Студирала је музику, клавир и певање на конзерваторијуму у Минхену где је, у новембру 1905. године, упознала Милениног оца Бруна Барилија.
Миленин отац Бруно Барили био је познати италијански композитор, музички критичар, песник и путописац. У Србији је углавном познат као отац Милене Павловић-Барили, али и као ратни дописник из Србије током Првог балканског и Првог светског рата и писац мемоарског прозног дела Српски ратови.
Чувена парманска породица Барили дала је велики број уметника - сликара, песника, музичара и глумаца. Миленин деда Чекропе Барили такође је био сликар.
Миленин деда по мајци, Стојан Стојанчић Павловић, био је председник пожаревачке општине, народни посланик Напредне странке, трговац дуваном и рентијер. Миленина бака Босиљка годинама је била председница Кола српских сестара у Пожаревцу.
Други Миленин деда са мајчине стране био је Живко Павловић, познатији као Молер из Пожаревца, који је крајем 19. века осликао унутрашњост цркве Светог Архангела Михаила у Раму поред Великог Градишта.

## Детињство
Већ само српско-италијанско порекло било је разлог да најраније детињство Милена проведе на релацији Србија – Италија, а на то је највише утицала чињеница да су њени родитељи живели раздвојено, вероватно због неслагања карактера, да би се 1923. године и правно развели, мада никада нису прекинули контакт. Наиме одмах по венчању, 8. јануара 1909. године у православној цркви у Пожаревцу, млади брачни пар одлази у Парму, код Брунове породице али, судећи по записима из Даничиних мемоара она се убрзо враћа у Србију, те је тако Милена Павловић-Барили рођена у родној кући своје мајке, у Пожаревцу. Ипак, већ после шест недеља, мајка и бака Босиљка одлазе са Миленом у Рим да би се након осам месеци, због Миленине болести, вратиле назад у Пожаревац. Овакав начин живота и непрестана путовања пратиће Милену све до одласка у Сједињене Америчке Државе.
Миленин живот и рад такође је обележила и болест срца, која јој је установљена вероватно већ у осмом месецу живота и која ће је пратити до краја живота и бити узрок њене преране смрти. Оправдано се претпоставља да је управо болест имала великог утицаја на Миленин живот и рад и терала младу уметницу да активно проживи сваки, такорећи поклоњени тренутак живота. Овако озбиљни здравствени проблеми сигурно су у великој мери узрок тако силовитог рада и заиста великог броја дела које је иза себе оставила.

### Однос са мајком
Иако је завршила студије музике на чувеним европским конзерваторијумима, Даница Павловић-Барили се никада касније у животу није активно бавила музиком. После Милениног рођења цео свој живот и сву своју енергију посветила одгајању, школовању, усавршавању и лечењу ћерке, а након Миленине преране смрти чувању успомене на њу. Била је тип жене за коју је однос са дететом важнији од односа са мушкарцем, спремна да за своје потомство поднесе изузетне жртве, али и касније када то дете одрасте, утиче на његов живот, животне одлуке и односе с другим људима. Преузела је одлучујућу улогу у Миленином васпитању и одгајању и скоро сигурно касније представљала доминантну личност у њеном животу. Оливера Јанковић, ауторка једне од многих биографија Милене Павловић-Барили, Даницу пореди са великим мајкама из митологије, Деметром или Лето. Постоји веома мало сећања савременика на Милену Павловић-Барили, али према онима која су сачувана „Милена је била мила и привлачна, волела је да се облачи екстравагантно и привлачи пажњу, али је био довољан само један поглед њене мајке да се њено понашање промени”.
Са друге стране и Милена је према мајци имала заштитнички став. О томе сведочи заиста велики број Даничиних портрета које је урадила, а на којима истиче мајчину суздржаност, отменост и лепоту, као стварне чињенице, али и као статусни симбол. Осим кратког периода службовања на Двору, Даница је са ћерком живела у Пожаревцу, у родитељској кући са мајком и братом, обележена за то време непријатном етикетом разведене жене. После смрти њеног оца Стојана Павловића 1920. године породица је нагло осиромашила и лагодан живот на који су навикли више није био могућ. У таквим условима Милена се према мајци понашала не само као ћерка, већ и као пријатељица, заштитница и утешитељка.

## Школовање
Већ у најранијем детињству, чим је проговорила, мајка Милену учи упоредо српском и италијанском језику. У том најранијем периоду показује и велики интерес за цртање. У то време у Србији трају Балкански ратови, па Бруно, тада ратни извештач из Србије, обилази породицу. У кратком периоду мира, до избијања Првог светског рата, Милена са мајком обилази Италију. Пред избијање рата враћају се у Пожаревац, где остају до 1. јула 1915, када одлазе у Италију, а касније и у Француску.
Године 1916. Милена у Бергаму завршава први разред основне школе. Други разред похађа на Италијанско-енглеском институту у Риму (Istituto Italiano Inglese), а затим са мајком одлази у Ницу, где учи и француски језик. По завршетку рата Милена се са мајком, преко Крфа и Дубровника, враћа у Србију и приватно, за годину дана, у Пожаревцу завршава трећи и четврти разред основне школе и уписује гимназију. Милена је у то време већ имала пуно цртежа за које су, према речима њене мајке, многи у Италији, па чак и чувени, тада југословенски вајар Иван Мештровић, говорили да су сјајни.
Током другог разреда гимназије мајка одводи Милену на путовање по Европи. Одлазе у Линц, где похађа Мајерову школу у којој је први пут озбиљније примећен њен таленат, а затим у Грац, где у женском манастиру учи немачки језик. По повратку у Пожаревац 1922. године Милена приватно завршава други разред гимназије и припремни течај за упис у Уметничку школу у Београду, на коју бива примљена, према речима њене мајке, као „вундеркинд” упркос чињеници да има тек 12 година. Уметничку школу похађа упоредо са нижом гимназијом.
У Уметничкој школи предавали су јој познати српски ликовни педагози и уметници тог времена: Бета Вукановић, Љубомир Ивановић и Драгослав Стојановић. За време Милениног школовања у Београду Даница Павловић примљена је у службу на Двор краља Александра Карађорђевића, прво као чиновник у Канцеларији краљевских ордена, затим као надзорница, где између осталог има задатак и да подучава српском језику краљицу Марију. Године 1925. Милена је приватно завршила четврти разред у Другој женској гимназији у Београду, а наредне, 1926. дипломирала на Уметничкој школи у Београду и стекла право на положај наставника. Приредила је прву самосталну изложбу у Новинарском клубу у Београду. Излагала је стотинак слика, акварела, пастела и цртежа. На пролећној изложби Уметничке школе излагала је заједно са школским друговима Ђорђем Андрејевићем Куном и Лазаром Личеноским. Дневни лист Политика у свом извештају са тог догађаја истиче поред осталих и радове г-ђице Милене Павловић-Барили „која има и неколико изврсних пастела”.

### Студије сликарства
У јесен 1926. године Милена одлази са мајком у Минхен. После краћег времена проведеног у приватним школама Blocherer bosshardt и Knirr-Shule на припремама, уписује минхенску сликарску академију Akademie der bildenden Künste. Примљена је у класу професора Хуга фон Хабермена, да би од другог семестра студира код много пожнатијег професора, Франца фон Штука. Фон Штук је, према мајчиним речима, направио три изузетка од својих правила да би је примио: била је девојка, била је премлада и била је прекобројна. Стари професор се толико везао за своју младу и талентовану ученицу да се са њом дописивао све до своје смрти. Упркос томе Милена се на Академији осећала спутана да кроз сликарство изрази своју личност. У једном интервјуу 1937. године она овако описује време проведено у минхенској Академији: „Патња коју у мени изазива сликарство неописива је... Први велики напор који сам морала учинити да... заиста интимно осетим своју уметност био је напор да се ослободим конвенционалних форми које су ми наметнуле године академских студија у Немачкој у једном глувом и реакционарном амбијенту”. Зато средином 1928. напушта Минхен и Академију и са мајком одлази у Париз. Може се рећи да одлазак у Минхен представља почетак Милениног номадског начина живота.

## Номадски живот
Биографија Милене Павловић-Барили битно се разликује од биографског модела већине српских уметника који су стварали између два рата. Она није имала стално запослење, па самим тим ни стални извор прихода. Није имала ни финансијску помоћ мецене или државе, а њена породица, иако некада добростојећа, није могла да јој обезбеди безбрижан живот, с обзиром да је велики део новца одлазио и на њено лечење, а породица после смрти Милениног деде Стојана Павловића прилично осиромашила. Зато је она рано почела да зарађује за живот. Године 1928. са мајком се враћа у родни Пожаревац, где покушава да нађе запослење као професор цртања. Ипак, упркос свестраном образовању и већ признатом таленту, њена молба бива одбијена, како у Пожаревцу, тако и у Штипу, Тетову и Велесу, са класичним образложењем да „нема буџетских средстава”.
У марту 1930. преко Италије и Француске одлази са мајком на пропутовање по Шпанији, где обилази Гранаду, Барселону, Севиљу, Валенсију и Кордобу. Шпанија је била Миленина велика чежња, што показују и многи радови који су претходили овом путовању (Први осмех, Серенада, Тореадор). Из Шпаније одлази у Париз, а затим у Лондон, где остаје до 1932. године. После Лондона враћа се у Париз где живи до 1939. године. Јесен и зиму 1938/39. проводи у Ослу, а у августу 1939. одлази у Њујорк, где остаје све до своје преране смрти, 6. марта 1945.
Овакав космополитски живот свакако је имао велики утицај како на Миленин рад тако и на њену личност у целини. На својим путовањима обилази галерије и музеје, присуствује бројним изложбама, а на многима и сама излагала. Сво то оставило је траг на њеним сликама.

### Живот и рад у Америци
Године 1939, 18. августа, Милена креће из Авра бродом „De Grasse” за Њујорк, где стиже 27. августа. Већ у марту следеће године самостално излаже у њујоршкој галерији Julien Levy Gallery која се помиње као значајна референца у излагачкој делатности многих признатих уметника, посебно надреалиста. Бројни прикази у дневној штампи и уметничким публикацијама указују на добар пријем у њујоршкој уметничкој јавности. Проценивши да се због надолазећег рата неће скоро вратити у Европу, Милена почиње да тражи извор сталних прихода. Охрабрена мајчиним сугестијама, са којом одржава редован контакт путем честих и исцрпних писама (и чији утицај није ништа мањи због удаљености), она почиње да ради портрете људи из високог друштва. Овај ангажман јој, поред финансијске сатисфакције, свакако помаже да се снађе у новој средини и успостави неопходна познанства и везе. Убрзо добија и ангажман у елитном модном часопису Вог, где њене илустрације постижу запажен успех и убрзо у истом часопису добија и уговор о сталној сарадњи. Захваљујући том успеху она проширује свој рад на комерцијалном дизајну кроз сарадњу са многим журналима и часописима (Харперс базар, Таун енд кантри...), радећи насловне стране, дизајн одеће и обуће и рекламе за текстилну индустрију. Радила је и неку врсту инсценација за артикле највећих модних кућа у Њујорку, дизајн за парфем и колоњску воду фирме Мери Данхил, козметичке препарате куће Ревлон, као и илустрације женске одеће и обуће за различите модне креаторе. Прве године у Америци биле су посебно тешке за Милену, нарочито 1940. када је, судећи по преписци, већ у јануару имала срчане тегобе, а вероватно и срчани удар. Оволики комерцијални ангажман превише је окупира, па следећу изложбу, самосталну, отвара тек почетком 1943. године у Њујорку, а затим у мају и у Вашингтону. Приликом отварања вашингтонске изложбе упознаје младог официра авијације Роберта Томаса Астора Госелина (Robert Thomass Astor Gosselin).
Милена се већ 24. децембра 1943. године удаје за дванаест година млађег Роберта, али он убрзо бива отпуштен из војске, па млади пар, због финансијских проблема, прелази да живи на његовом имању. У лето 1944. године одлазе на брачно путовање, на коме Милена доживљава несрећу. Током једног излета пада с коња и задобија озбиљну повреду кичме, због које је принуђена да остане у гипсаном кориту неколико месеци. По изласку из болнице, ради бржег опоравка, млади пар сели се у Монте Касино, мали град у близини Њујорка. Ту Милена упознаје Ђанкарла Менотија (Gian Carlo Mennoti), славног композитора чија су дела у то време била најпопуларнија међу пробирљивом њујоршком публиком. Сазнавши за њене финансијске проблеме, Меноти јој нуди ангажман на изради костима за балет Себастијан, за који је компоновао музику. Милена оберучке прихвата ову понуду и још увек неопорављена почиње рад на костимима. Балет постиже велики успех, а са њим и Милена. Часопис Ла Арт тада пише: „Изузетно ефектни Миленини костими у духу италијанског барока, који подсећају на надреалистички стил ове уметнице изванредни су када сугеришу сјај Венеције, господарице мора у времену опадања њене моћи...”. Захваљујући овом успеху Милена потписује уговор о сарадњи на изради костима за балет Сан летње ноћи.

### Миленини последњи дани и смрт
У марту 1945. године Милена и Роберт селе се у свој нови стан у Њујорку. Миленин успех постаје известан и изгледа као да финансијски проблеми остају далеко иза ње. Рат у Европи се завршава и она се нада скором поновном сусрету са родитељима. Из писма које је упутио мајци Даници Роберт Госелин, а у коме детаљно описује догађаје, може се закључити колико је Миленина смрт била изненадна и неочекивана: увече 5. марта млади брачни пар одлази у ресторан да прослави пресељење. Враћају се кући доста касно, одлазе на починак, а Милена оставља собарици поруку да је ујутру пробуди у 10 сати... У свом стану у Њујорку Милена је умрла од срчаног удара 6. марта 1945. године. У лекарском налазу написано је да је вишемесечни живот у гипсаном кориту ослабио њено срце, тако да би остала инвалид и да је преболела удар. Ђанкарло Меноти, пишући касније о Милениној смрти, наводи да нико, па чак ни њен муж, није знао да јој је срце у тако лошем стању.
Милена Павловић-Барили је кремирана, а урна са њеним посмртним остацима сахрањена је на гробљу близу Њујорка. Роберт Госелин је 1947. урну лично однео Бруну Барилију и она је 5. августа 1949. године положена у гробницу бр. 774 на римском некатоличком гробљу Cimitero cacattolico deglinstranieri (Testaccio). У исту гробницу касније су, по сопственој жељи, сахрањени и њен родитељи: отац Бруно, 1952. и мајка Даница 1965. године.

## Сликарски рад
Интерес за ликовну уметност Милена Павловић-Барили показала је веома рано. Своју прву сликарску композицију, егзотичне цветове, нацртала је већ са пет година, а потом и композицију са јарићима обученим у хаљинице. Верује се да су ови цртежи били нека врста компензације за дружење са вршњацима, које јој је било ускраћено због болешљивости или других забрана. Већ на самом почетку професионалног стваралаштва код Милене се запажа окренутост ка људском лику и портрету, док су пејзаж, мртва природа и слични мотиви у њеном опусу ретки и углавном их користи као позадину у композицијама у којима доминира људска фигура. У њеном опусу посебно је велики број портрета и аутопортрета, које слика од најранијих дана (бројне портрете мајке, ујака, бабе, колега са класе, својих филмских идола...) па до њујоршког периода, када у једном периоду на тај начин зарађује за живот. Кроз целокупно њено сликарство прожимају се бајковитост, усамљеност и сета. Њени радови одају наклоност према декоративности и илустрацији.
Већ после прве самосталне изложбе у Паризу, у пролеће 1932. године, њен сликарски таленат је запажен у уметничким круговима Париза. Де Кирико у њој препознаје правац меког метафизичког сликарства, а Жан Касу јој пише предговор за каталог. Њеним сликама очарани су Андре Лот, Пол Валери и многи други. У Паризу је дошло до наглог осамостаљења Миланине уметности, за шта је вероватно најзаслужнији нови, присан однос са оцем. Његова уметничка интересовања и круг боема, уметника и интелектуалаца у ком се кретао и у који је увео и Милену морали су представљати велико охрабрење и подстицај нагло откривеној самосталности ликовног израза младе уметнице. Без његове помоћи вероватно не би била могућа ни изузетно велика излагачка активност током првих година живота у Паризу.
Сликарство Милене Павловић-Барили пролазило је кроз неколико фаза у којима нема јасних и наглих резова, али има битних разлика. Класификацију Милениног сликарства дао је Миодраг Б. Протић, највећи познавалац и теоретичар Милениног уметничког рада:
Академизам (1922‒1931)
- Уметничка школа, Београд (1922‒1926)
- Уметничка академија, Минхен (1926‒1928)
- Први знаци: синтеза академизма, сецесија филмског плаката, Београд (1928‒1930)

Постнадреализам (1932‒1945)
- Магички релационизам (линеарни период), Париз, Рим (1932‒1936)
- Магички релационизам („ренесансни период), Фиренца, Венеција, Париз - „Нове снаге” (1936‒1939)
- Магички веризам, Њујорк (1939‒1945)

У односу на све друге наше сликаре тога времена Милена Павловић-Барили била је изван и изнад главних развојних токова југословенског сликарства, укалупљеног у стереотип европске уметности тридесетих година, посебно Париске школе. Услед дугог боравка и смрти у иностранству, у Србији и Југославији била је готово заборављена, све док њено дело домаћој јавности није открио Миодраг Б. Протић 50-их година 20. века, текстом у НИН-у (17. октобар 1954), да би већ у новембру следеће године уследила изложба њених радова у Галерији УЛУС-а.
Милена Павловић-Барили за живота је урадила преко 300 радова, као и велики број скица и цртежа. Њена дела чувају се у Галерији Милене Павловић-Барили у Пожаревцу, Музеју савремене уметности и Народном музеју у Београду, као и у многим светским музејима и приватним збиркама. Миленина дела су, у организацији Галерије Милене Павловић-Барили из Пожаревца, излагана у многим европским градовима: Бриселу, Парми, Паризу, Букурешту, Братислави, Прагу, Брну, Скопљу и Загребу као и у многим градовима у Србији међу којима је изложба одржана у Галерији Српске академије наука и уметности у Београду, као и изложбе у Сомбору, Сремској Митровици и Горњем Милановцу.

### Најважније изложбе
- Прву самосталну изложбу Милена је отворила у 16. децембра 1928. године у Новинарском дому на Обилићевом венцу у Београду[24], где се представила са 120 радова насталих током школовања у Београду и Минхену. Критика је овај први Миленин корак у свет уметности дочекала благонаклоно, предвиђајући јој „сјајну уметничку будућност”. О њеном раду позитивне критике дају, између осталих ликовни критичар Сретен Стојановић и песник Густав Крклец.[26]
- Већ јануара 1929. године отвара своју самосталну изложбу и у Пожаревцу, а нешто касније постаје чланица Ладе и учествује на Првој пролећној и Другој јесењој изложби југословенских уметника у Павиљону „Цвијета Зузорић” у Београду, заједно са нашим најпознатијим сликарима и вајарима - Јованом Бијелићем, Лазаром Личеноским, Васом Поморишцем, Ристом Стијовићем, Иваном Радовићем, Миланом Коњовићем, Марином Тартаљом, Томом Росандићем.[37]
- Током једногодишњег боравка у Лондону, 27. фебруара 1931. отвара самосталну изложбу у лондонској Bloomsbery Gallery.
- Године 1932. излеже на 15. изложби Ладе, отвореној 15. марта у Београду.
- Исте године у пролеће самостално излаже у Galerie Jeune Europe у Паризу.
- На јесен исте године у Риму, у Galleria d'Arte.

До 1939. године, када одлази у Њујорк, Милена излаже на бројним самосталним и групним изложбама широм Европе:
- Sala d'Arte de 'La nazione' (са Маријом Сињорели и Адрианом Пинкереле, Фиренца, април 1933),
- XII éme Salon des Tuileries (Париз, 1934),
- II Quadriennale d'arte Nazionale (Рим, фебруар 1935),
- Galleriadella Cometa (самостална изложба, Рим, јануар 1937),
- Quatre chemins (самостална изложба, Париз, јануар 1938),
- Самостална изложба у организацији амбасаде Краљевине Југославије у Тирани (март 1938)
- Galerie Billiet (са групом Nouvelle generation, Париз, април 1938),
- Galerie Pitoresque (изложба новог надреализма, Париз 1939) и
- Galerie Beruhcim Jeune (са југословенским уметницима из Париза, Париз и Хаг 1939).

У августу 1939. године Милена одлази у Њујорк и већ у марту 1940. самостално излаже у њујоршкој галерији Julien Levy Gallery. Комерцијални ангажман у Америци превише је окупира, па следећу изложбу, самосталну, отвара тек у зиму 1943. године у United Yugoslav Relief Fund у Њујорку, а у мају се изложба сели у Corcoran Gallery у Вашингтону. Прерана смрт зауставила је даљи узлет ове јединствене уметнице.

### Ретроспективне изложбе
- 2009 — Поводом обележавања стогодишњице рођења Милене Павловић Барили током јула и августа 2009. у Галерији Српске академије наука и уметности организована је репрезентативна изложба „Сан о буђењу”, коју је обишло више од 90.500 посетилаца. Изложба је обухватила више од сто слика, скица и цртежа из фундуса галерије Милене Павловић Барили у Пожаревцу и Музеја савремене уметности у Београду. Поводом јубилеја, одштампан је и репрезентативни каталог–монографија „Звезданим трагом - Милена Павловић Барили - 100 година од рођења”, како је и изложба првобитно названа, према замисли ауторке Јелице Милојковић.[38]
- 2024/25 — Од новембра 2024. до марта 2025. изложбом „Дуалност Милене Павловић Барили” у Музеју савремене уметности у Београду обележено је 80 година од смрти Милене Павловић Барили. На изложби је представљено око 150 дела: слика, цртежа, поезије, модних илустрација и документарног материјала из колекција Музеја савремене уметности, Фондације Миленин дом – Галерије Милене Павловић Барили из Пожаревца, Народног музеја Србије, компаније Avala film way, Архива Југословенске кинотеке и Филмског центра Србије.[39] Изложбом је представљено стваралаштво ове значајне уметнице и истакнут њен допринос српској и светској модерној уметности у међуратном периоду.[40]

- Изложбa „Дуалност Милене Павловић Барили”

## Књижевни рад
У тексту под насловом „Миленини нерви“, објављеном 1943. године у Њузвику помиње се да је уметница, после 11 година непрекидног сликања, почела да пати од акутне естетске презасићености, због чега две године није сликала већ је писала поезију, као и да је патила од „ужасне” носталгије праћене честом променом расположења. Ово се вероватно односи на период 1934/1935. године, када је настао сасвим незнатан број уметничких радова. У овом периоду написала је 60 песама на четири језика: 17 на италијанском, 14 на шпанском, 7 на француском и 22 на српском. Године 1934. објављује своју поезију у италијанском часопису Квадривио (Quadrivio). У њеној поезији се, као и у сликарском опусу, прожимају бајковитост, усамљеност и сета. Преводи песама Милене Павловић-Барили први пут су објављени 1966. године у монографији Миодрага Б. Протића Милена Павловић Барили, живот и дело, а касније у каталогу ретроспективне изложбе 1979. и у Протићевој монографији из 1990. Миленине песме објављене су први пут као збирка 1998. године под насловом Поезија и у овој збирци су први пут објављени преводи песама са шпанског језика.

## Културолошки утицај
У београдском насељу Раковица, Петроварадину, Пожаревцу, као и у Лазаревцу и Великом Градишту постоје улице која носи име Милене Павловић-Барили.
У Београду једна основна школа (општина Палилула, насеље Вишњичка бања) и једна приватна гимназија (општина Стари град) такође носе име „Милена Павловић-Барили”.
У част Милене Павловић-Барили Пошта Југославије, а касније Србије неколико пута је објављивала поштанске марке чији су мотиви њене слике. Марка са милениним ликом изашла је на дан Милениног рођендана 2015. године и у Канади.
- Поштанска марка Југославије из 1977. - Аутопортрет (1938), уље на платну
- Поштанска марка Југославије из 1993 - Композиција (1938), уље на платну
- Поштанска марка Србије из 2009. - Аутопортрет са велом (1939), уље на платну

### Галерија Милене Павловић-Барили
У знак захвалности и сећања на нашу чувену, рано преминулу сликарку у Пожаревцу је, 24. јуна 1962. године под кровом преуређене старе породичне куће Павловића, отворена Галерија Милене Павловић-Барили. Иницијатор и главни дародавац је сликаркина мајка Даница Павловић-Барили, која је одлучила да имовину коју је наследила од својих родитеља и уметнички фонд своје преминуле кћери дарује српском народу и да се ова заоставштина сачува као целина.
- Миленина родна кућа, сада Галерија
- Спомен плоча коју је поставила Даница Павловић-Барили
- Спомен соба у Галерији
- Миленине играчке и одећа из детињства
- Миленине личне ствари
- Миленин сликарски прибор

### Уметничка дела о Милени и њеном раду
О ликовном и књижевном опусу написане су многе монографије и критике, од којих су најважније наведене у литератури. Поред тога њен фасцинантни живот и рад били су инспирација многим ауторима у различитим областима књижевног и уметничког стваралаштва:

#### Романи
- Митровић, Мирјана (1990). Аутопортрет са Миленом : роман. Београд: БИГЗ. ISBN 978-86-13-00420-2. 274956
- Стојановић, Слободан (1997). Девојка са лампом, 1936. Пожаревац: Центар за културу. ISBN 978-86-82973-03-4. 129704711

#### Биографска грађа
- Димитријевић, Коста; Стојановић-Гулески, Смиља (1971). Кључеви снова сликарства : живот, дело, писма, песме Милене Павловић-Барили. Крушевац: Багдала. 15793415
- Граовац, Живославка (1999). Огледало душе : Милена Павловић Barilli. Београд: Просвета. ISBN 978-86-07-01204-6. 151631879
- Mazzola, Adele (2009). Aquae passeris : o Mileni Pavlović Barili. Beograd: HISPERIAedu. ISBN 978-86-7956-021-6. Приступљено 7. 12. 2017. 158071308
- Станковић, Радмила (2009). Миленин усуд. Београд: Глобосино. ISBN 978-86-7900-035-4. 170036492

Перформанс
- Милена ЗеВу; „Милена" - Омаж српској уметници Милени Павловић Барили, март 2019, Дом Јеврема Грујића Београд, Србија

#### Драме
- Милена Барили - жена са велом и лепезом (аутор: Слободан Марковић)[55]
- Крила од олова (аутор: Сања Домазет, режија: Стеван Бодрожа, премијера: Београдско драмско позориште, 2004)[56]
- Месец у пламену (аутор: Сања Домазет, режија: Стеван Саблић, премијера: Београдско драмско позориште, 10. децембар 2009)[57]

#### Филмови и ТВ емисије
- Милена Павловић-Барили (Кратки документарни филм, 1962, режија: Љубиша Јоцић, сценарио: Миодраг Протић)[58]
- Девојка са лампом (ТВ филм, 1992, режија: Милош Радивојевић, сценарио: Слободан Стојановић, главна улога: Маја Сабљић)[59]
- Милена Павловић-Барили поново у Паризу (ТВ емисија, 2002, аутор емисије: Вјера Вуковић)[60][61]
- Аутопортрет с белом мачком (Анимирани филм, 2009, сценарио: Мирјана Бјелогрлић, цртеж: Бојана Димитровски, анимација: Богдан Вуковић)[61][62]
- Милена (2011, сценарио и режија: Чарна Радоичић)[63]